# Central hidroeléctrica de Los Maitenes
La central hidroeléctrica Los Maitenes está ubicada en el kilómetro 14 en el río Colorado, Cajón del Maipo, Chile. Es propiedad de AES Gener S.A.

## Historia y datos técnicos
La Central Maitenes entró en servicio con tres generadores el 16 de marzo de 1923, y la Planta Auxiliar entró en servicio con dos generadores el 3 de abril de 1924 (100 años).
Ambas centrales se encuentran ubicadas en la ribera izquierda del Río Colorado, afluente del río Maipo. Ambas son centrales de pasada con una potencia total de 30,8 MW y una generación media anual de 128 GWh. El caudal de generación lo obtienen del río Colorado y el estero Aucayes.
La bocatoma Maitenes se encuentra a 1.180 m s. n. m., enfrente del edificio de control de la central hidroeléctrica Alfalfal. El canal de aducción Maitenes tiene una capacidad de 11 m³/s y una longitud de 8,1 km. Estas centrales poseen además un estanque de sobrecarga de 110.000 m³ desde donde nacen la tubería de presión de la planta auxiliar y de la principal y ambas pueden operar en serie hidráulica.
Ambas centrales se encuentran ubicadas en la ribera izquierda del Río Colorado, afluente del río Maipo. Ambas son centrales de pasada con una potencia total de 31 MW. 
La Central Maitenes Principal fue sepultada por un aluvión de barro el 27 de noviembre de 1987, reparándose sus máquinas y modernizándose sus sistema de control, poniéndola en servicio nuevamente en 1989.
Ubicación: Ruta G-345 km 14, San José de Maipo, Chile

Diagrama unifilar de las centrales hidroeléctricas en el río Maipo.